# Grézieux-le-Fromental
Grézieux-le-Fromental är en kommun i departementet Loire i regionen Auvergne-Rhône-Alpes i centrala Frankrike. Kommunen ligger i kantonen Montbrison som tillhör arrondissementet Montbrison. År 2022 hade Grézieux-le-Fromental 253 invånare.

## Befolkningsutveckling
Antalet invånare i kommunen Grézieux-le-Fromental
| Referens: INSEE |